# Зильбругг
Зильбругг (нем. Sihlbrugg) — населённый пункт в Швейцарии, находится на границе кантонов Цюрих и Цуг, является важным транспортным узлом, связывающим эти кантоны.
Расположен в коммунах Бар и Нойхайм кантона Цуг и Хорген и Хаузен-на-Альбисе кантона Цюрих.